# Дрогобычский областной комитет КП Украины
Дрогобычский областной комитет КП Украины (укр. Дрогобицький обласний комітет Комуністичної партії України) - орган управления Дрогобычской областной партийной организацией КП Украины (1939-1959 годы).
Дрогобычская область образована 4 декабря 1939 года на территории бывшего Львовского воеводства Польши, присоединенной к СССР в сентябре 1939 года. Упразднена 21 мая 1959 г., её территория включена в Львовскую область, образовав её южную половину. Центр - г. Дрогобыч.

## Первые секретари обкома
27.11.1939-06.1941 Ткач, Яков Никитович
04.1944-1946 Олексенко, Степан Антонович
1946-1949 Горобец, Иван Григорьевич
1949-1952 Олексенко, Степан Антонович
1952-07.1956 Гапий Дмитрий Гаврилович
07.1956-21.05.1959 Дружинин Владимир Николаевич